# واقف شیرین‌اف
واقف شیرین‌اف (روسی: Вагиф Шамамедович Ширинов؛ زادهٔ ۱۲ نوامبر ۱۹۶۹) بازیکن فوتبال اهل روسیه است.
از باشگاه‌هایی که در آن بازی کرده‌است می‌توان به باشگاه فوتبال نفتچی باکو و باشگاه فوتبال خزر سومقاییت اشاره کرد.